# Ivan Šojat
Ivan Šojat  (Josipdol, 1900. – Zagreb, 2001.), bio je hrvatski nogometaš i nogometni reprezentativac.

## Nogometaška karijera

### Klupska karijera
Igrao je za zagrebački HAŠK. S HAŠK-om osvojio je prvenstvo Zagrebačkog nogometnog podsaveza 1921./22. godine.

### Reprezentativna karijera
Za reprezentaciju odigrao je tri utakmice. Prva je bila je utakmica u Beogradu 8. lipnja 1922. protiv Rumunjske, druga 28. lipnja 1922. u Zagrebu protiv Čehoslovačke, a treća 1. listopada 1922. u Zagrebu protiv Poljske. Zanimljivost je da su svi igrači u prvoj i trećoj utakmici bili Hrvati ili iz Hrvatske, u drugoj su njih deset bili Hrvati ili iz Hrvatske.